# Paweł Adamajtis
Paweł Adamajtis (ur. 30 sierpnia 1990) – polski siatkarz, grający na pozycji atakującego.

## Kariera

### Kariera klubowa
Pierwszym klubem Adamajtisa był Energetyk Jaworzno, w którym grał przez trzy lata (do 2012 roku). Reprezentując barwy tego klubu został uznany w sezonie 2011/2012 za jednego z najbardziej wartościowych zawodników I ligi na pozycji atakującego.